# هيثم الغيص
هيثم فيصل راشد الغيص (أكتوبر 1969 - ) خبير نفط كويتي، وهو الأمين العام المنتخب لمنظمة أوبك، حيث شغل المنصب في 1 أغسطس 2022 خلفًا للأمين العام السابق محمد باركيندو.

## نشأته وتعليمه
ولد هيثم الغيص في الكويت في أكتوبر من عام 1969، وتخرّج في عام 1990 بدرجة بكالوريوس في العلوم السياسية من جامعة سان فرانسيسكو الحكومية، وهو يتقن غير اللغة العربية الأم ست لغات أخرى، هي الإنجليزية والفرنسية والإسبانية والألمانية والبرتغالية والصينية.

## مناصبه
عيّن الغيص في 4 يونيو 2017 محافظًا للكويت في منظمة أوبك وبقي في منصبه حتى 16 يونيو 2021 حيث خلفه محمد الشطي، ليُرشّح إثر ذلك من قبل وزارة النفط الكويتية في 9 نوفمبر 2021 ليكون أمينًا عامًا للمنظمة، حيث انتخب بالإجماع في 3 يناير 2022 لخلافة محمد باركيندو الذي انتهت ولايته الثانية في نهاية يوليو 2022، على أن تبدأ ولاية الغيص في 1 أغسطس 2022. وقد هنأه أمير الكويت الشيخ نواف الأحمد الجابر الصباح على انتخابه، كما هنأه ولي عهد الكويت الشيخ مشعل الأحمد الجابر الصباح ورئيس مجلس الوزراء الكويتي الشيخ صباح الخالد الحمد الصباح ورئيس مجلس الأمة الكويتي مرزوق الغانم.
كان الغيص قبل تعيينه محافظًا للكويت في المنظمة، رئيسًا للجنة الفنية لتحالف أوبك+ لمتابعة خفض إنتاج النفط للدول الأعضاء في منظمة البلدان المصدرة للبترول أوبك والدول المشاركة من خارجها، وسبق له أن تولى منصب مدير دائرة البحوث التسويقية في قطاع التسويق العالمي في مؤسسة البترول الكويتية، وكان قبل ذلك مديرًا للمكاتب الإقليمية للمؤسسة في كل من بكين (2005-2007) ولندن (2008-2013)، وهو خبير في مبيعات النفط الخام والمشتقات البترولية.